# Arthur Rosenthal (Mathematiker)
Arthur Rosenthal (* 24. Februar 1887 in Fürth; † 15. September 1959 in Lafayette (Indiana)) war ein deutschamerikanischer Mathematiker.

## Leben
Rosenthal war der Sohn eines Kaufmanns, wuchs in München auf und studierte nach dem Abitur am Wilhelmsgymnasium München ab 1905 in München (Ludwig-Maximilians-Universität München und Technische Hochschule München, u. a. bei Ferdinand Lindemann und Arnold Sommerfeld) und an der Universität Göttingen. 1909 wurde er in München promoviert (Untersuchungen über gleichflächige Polyede) und legte im selben Jahr dort das Lehramtsexamen ab. Danach war er bis 1911 Assistent am Mathematischen Institut der Technischen Hochschule München. 1912 habilitierte er sich an der Universität München. Im Ersten Weltkrieg leistete er seinen Militärdienst. 1920 wurde er in München außerordentlicher Professor. 1922 wurde er planmäßiger außerordentlicher Professor und 1930 ordentlicher Professor an der Ruprecht-Karls-Universität Heidelberg, wo er 1932/33 Dekan der mathematisch-naturwissenschaftlichen Fakultät war. Im Rahmen der nationalsozialistischen Gesetze wurde ihm als Juden 1935 die Lehrbefugnis entzogen, weshalb er zwangsemeritiert wurde und 1936 über die Niederlande ab 1939 in die USA emigrierte. 1940 wurde er Lecturer und Research Fellow an der University of Michigan sowie 1943 Assistant Professor. Ab 1946 war er Associate Professor an der University of New Mexico und ab 1947 bis zu seiner Emeritierung 1957 Professor an der Purdue University in Lafayette. Erst 1954 wurde er in Heidelberg formell wieder eingesetzt.
Rosenthal befasste sich vor allem mit Geometrie, hier besonders der Klassifikation gleichflächiger Polyeder, dem Hilbertschen Axiomensystem der Geometrie und der Theorie reeller Funktionen, u. a. zur Maßtheorie von Constantin Carathéodory. Für die Enzyklopädie der mathematischen Wissenschaften bearbeitete er die in der französischen Ausgabe von Émile Borel herausgegebenen Beiträge über reelle Funktionen.
Gleichzeitig mit Michel Plancherel bewies er 1913 die Unmöglichkeit der Existenz ergodischer mechanischer Systeme, d. i. dynamischer Systeme, bei denen die Bahnkurve der Lösung durch jeden Punkt des Phasenraums auf der Energiefläche verläuft.
Er war seit 1930 Mitglied der Heidelberger Akademie der Wissenschaften, wurde aber 1933–1945 nicht in den Mitgliederlisten geführt.

## Schriften
- Neuere Untersuchungen über Funktionen reeller Veränderlicher, Enzyklopädie der mathematischen Wissenschaften, 1924
- mit H. Hahn: Set Functions, Albuquerque 1948
- Introduction to the theory of Measure and Integration, Stillwater 1955

## Verweise
1. ↑  Jahresbericht über das K. Wilhelms-Gymnasium zu München. ZDB-ID 12448436, 1904/05
2. ↑  Arthur Rosenthal im Mathematics Genealogy Project (englisch)  hier Artur Rosenthal.
3. ↑  Stephen Brush Proof of the Impossibility of Ergodic Systems: The 1913 Papers of Rosenthal and Plancherel, Transport Theory and Statistical Physics, Bd. 1, 1971, S. 287–311. Mit englischer Übersetzung der Arbeiten von Rosenthal und Plancherel
4. ↑  Vgl. Gabriele Dörflinger: Mathematik in der Heidelberger Akademie der Wissenschaften. 2014, S. 66

| Personendaten    | Personendaten          |
| ---------------- | ---------------------- |
| NAME             | Rosenthal, Arthur      |
| KURZBESCHREIBUNG | deutscher Mathematiker |
| GEBURTSDATUM     | 24. Februar 1887       |
| GEBURTSORT       | Fürth                  |
| STERBEDATUM      | 15. September 1959     |
| STERBEORT        | Lafayette (Indiana)    |